# Quercus gambelii
Quercus gambelii (дуб Гамбеля) — вид рослин з родини букових (Fagaceae); поширений на півдні США й у північній Мексиці. Видовим епітетом вшановано Вільяма Гамбеля — американського натураліста, орнітолога й ботаніка з Філадельфії.

## Опис
Це листопадне одностовбурове дерево до 20 м заввишки, або частіше кущ, 5 м заввишки, розлогий, багато стовбурів. Кора борозниста, густа, сіра. Молоді гілочки червоно-коричневі, дрібно-сірувато-запушені, старі голі. Листки від яйцюватих до зворотно-яйцюватих, або від довгастих до еліптичних, тонкі, 5–15 × 3–8 см; основа клиноподібна або усічена; верхівка округла; край з 3–6 частками з кожної сторони, які цілі або зубчасті; верх блискучий темно-зелений, голий або з короткими, рідкісними волосками; низ блідіший, вовнистий; ніжка злегка запушена, завдовжки 1–2 см. Квітне у квітні — червні. Чоловічі сережки завдовжки 2–3 см; жіночі — 0.3–0.8 см, 1–3-квіткові. Жолуді однорічні, поодинокі або в парі, майже сидячі або на дуже короткій ніжці; горіх світло-коричневий, від яйцюватого до еліпсоїдного, (8)12–15(33) × 7–12(18) мм; чашечка глибоко чашоподібної форми, глибиною 5–8(17) мм × шириною 7–15(25) мм, укриває 1/2 або більше горіха, луски щільно притиснуті, яйцюваті, помітно горбисті.

## Поширення й екологія
Поширений на півдні США (Аризона, Колорадо, Невада, Нью-Мексико, Техас, Юта, Вайомінг) й півночі Мексиці (Чихуахуа, Коауїла, Сонора).
Населяє хвойні, дубово-кленові й високі узлісся сосново-ялівцевих рідколісся; росте на висотах 990–3100 м.

## Використання
Вид забезпечує їжу та притулок для багатьох видів дикої природи, у тому числі як основний корм для оленів та лосів, також є додатковим кормом для худоби. Дуб також є хорошим джерелом деревини для палива.

## Загрози
Загалом для цього виду немає великих загроз.

## Галерея

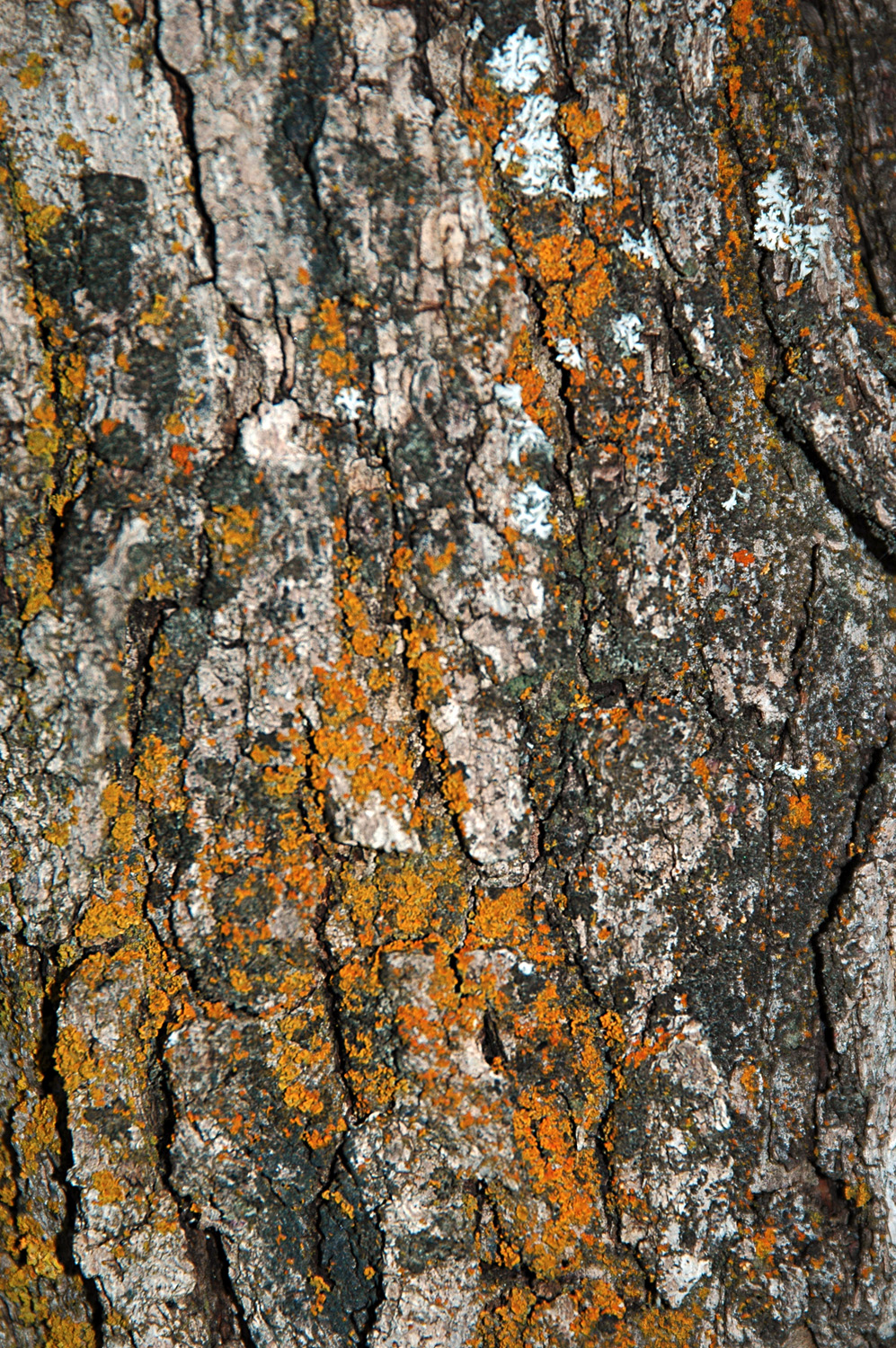
кора
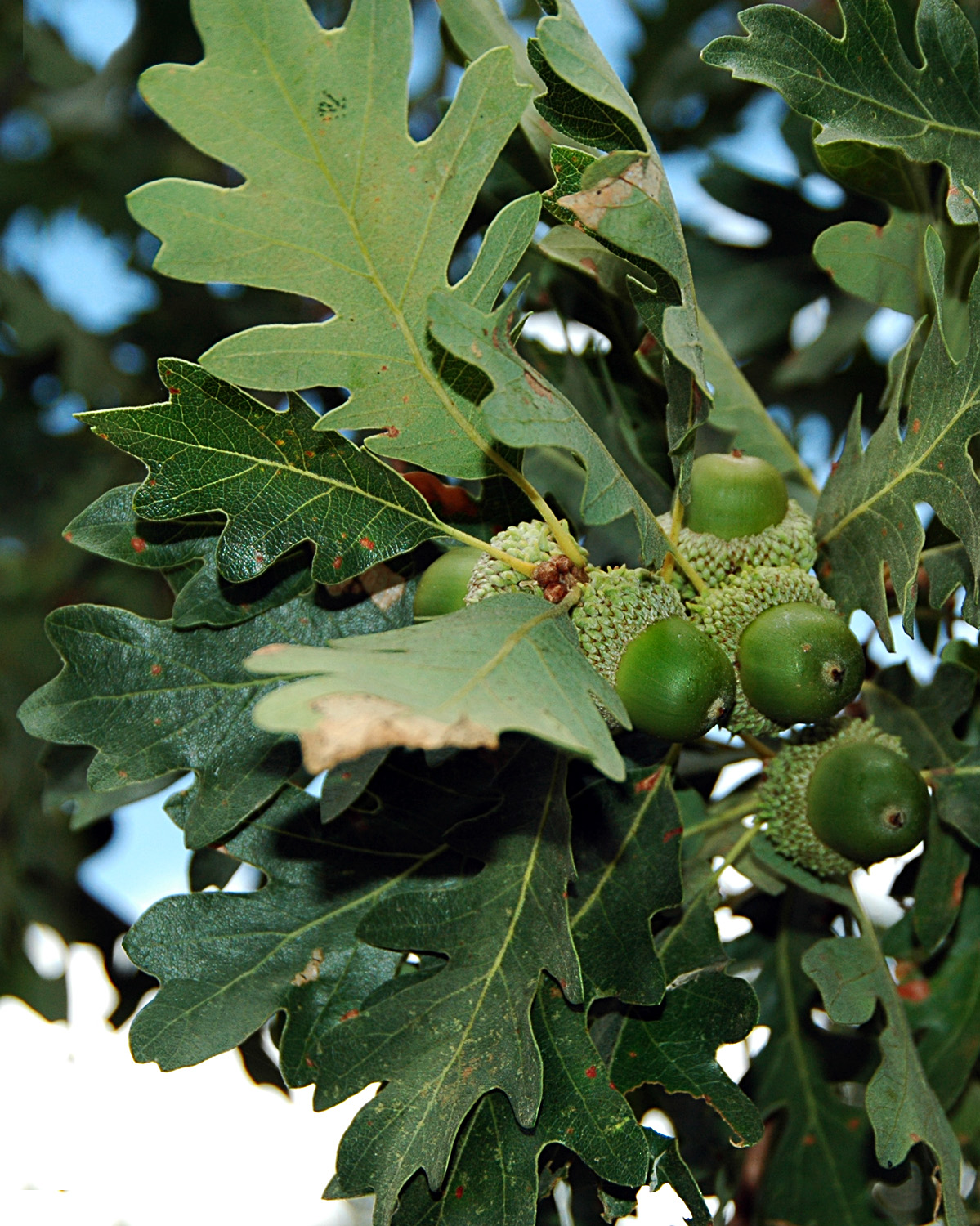
листки й жолуді
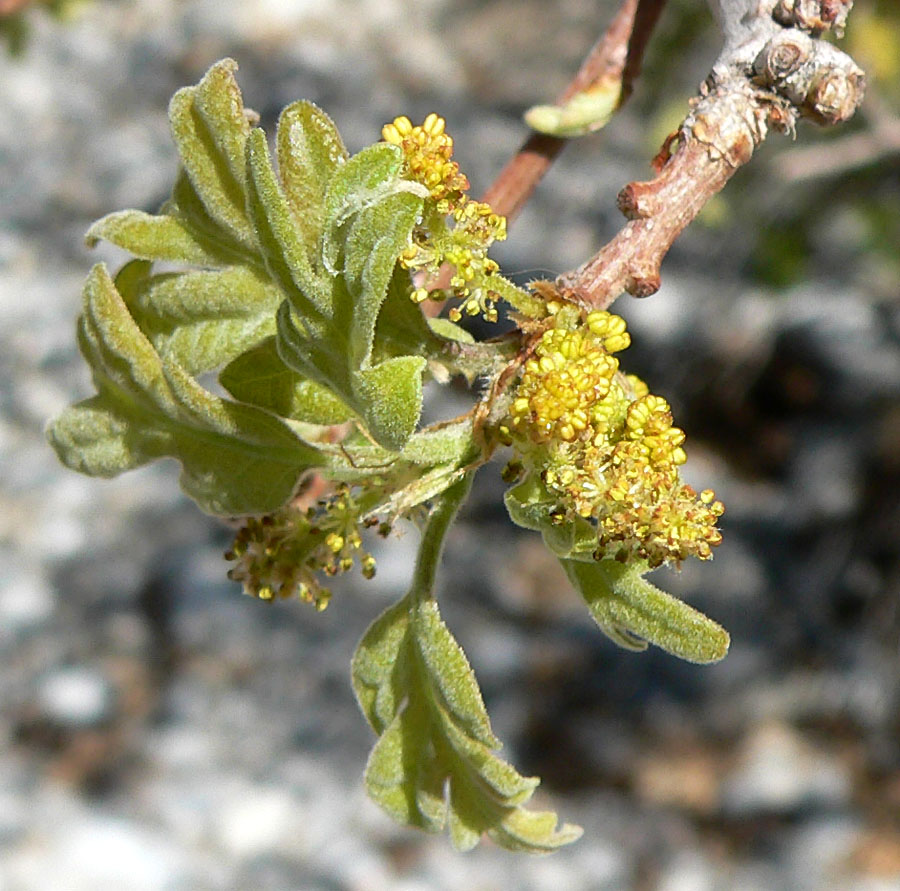
суцвіття